# Katholische Heimatmission (München)

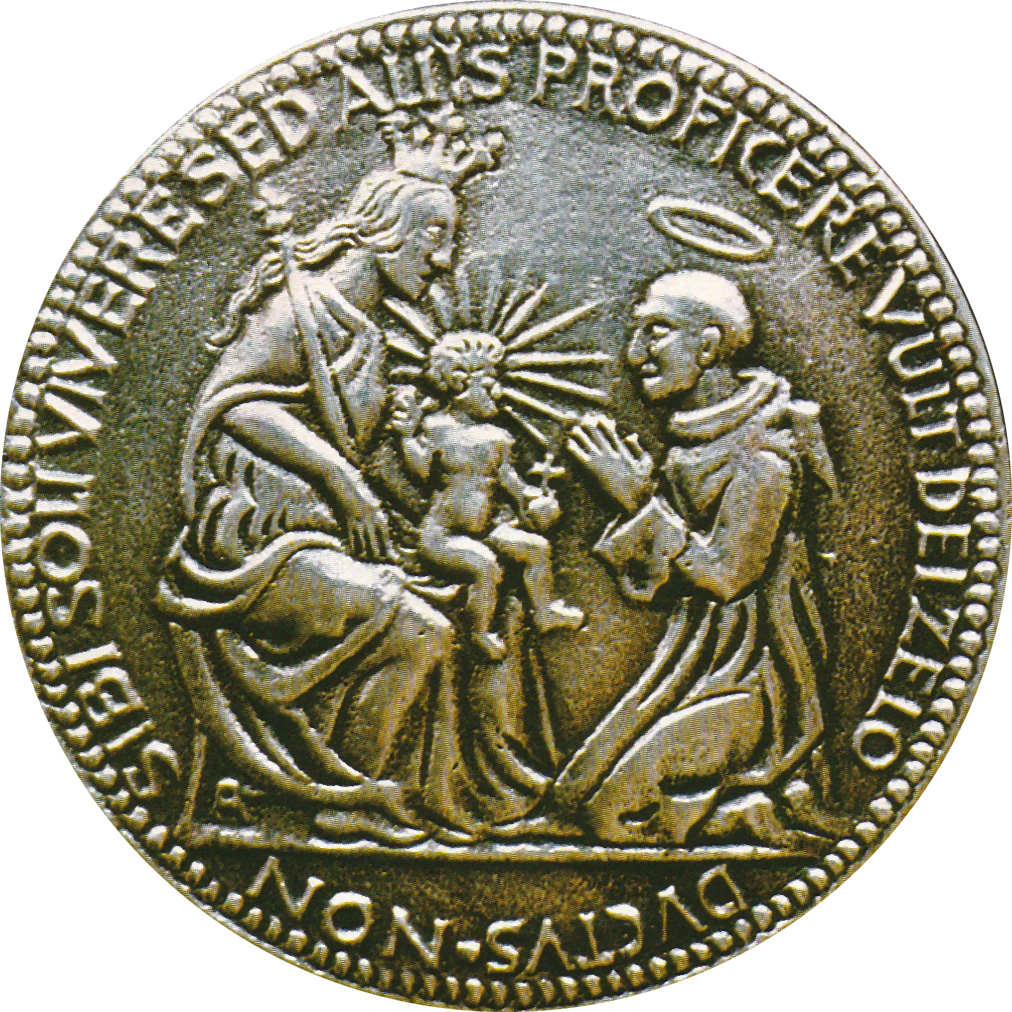
Brosche der Schwesterngemeinschaft; in Bezug auf den hl. Franz von Assisi trägt sie die Aufschrift „Nicht für sich allein wollte er leben, sondern den andern fördernd und helfend dienen, vom Eifer für Gottes Ehre gedrängt.“

Die Katholische Heimatmission München (KHM) ist eine römisch-katholische Schwesterngemeinschaft. Diözesanrechtlich ist sie ein öffentlicher kirchlicher Verein. Die zivile Rechtsform ist eine Körperschaft des öffentlichen Rechts. 1920 wurde sie als Verein für die seelsorgerische Mitarbeit von Frauen in den Pfarreien gegründet. Als „Pfarrschwestern“ übernahmen sie die Unterstützung von Pfarrangehörigen, die Hilfe brauchten: Seelsorge- und Beratungsgespräche, Hausbesuche bei Kranken, Alten und Neuhinzugezogenen, Bindeglied zur Caritas, Leitung der Senioren- und Sozialkreise sowie die Führung der Pfarrkartei.

## Geschichtliche Entwicklung
Die Gründung der Schwestergemeinschaft ist vor dem Hintergrund der Folgen des Ersten Weltkrieges 1914–1918 und der Novemberrevolution 1918/19 zu sehen: materielle Not der Familien, Auflösung familiärer Bindungen, Glaubenskrise. Die seelsorgerische Betreuung der Familien in ihrer schwierigen sozialen Situation konnte von den Priestern in den Pfarreien und von den Ordensleuten nicht mehr allein geleistet werden. Die Pfarreien suchten Helfer und Helferinnen.
Der Auftrag für die Schwestern war „die Seelsorgetätigkeit der Pfarrgeistlichkeit auf religiösem und caritativem Gebiet nach besten Kräften zu unterstützen“. Für den Einsatz im Gemeindedienst ist eine dreijährige Ausbildung als Seelsorgehelferin vorgesehen.
Die Vereinsgründung der Schwesternschaft erfolgte im Juni 1920 auf Initiative von Anna Herzinger. Im August 1920 richtete sie ein Schreiben an alle Münchner Pfarreien, in dem sie die Genehmigung der Gründung der „Katholischen Heimat-Mission e.V.“ mitteilt, um den „Hochw. Herren Stadtpfarrer für die Ausübung ihres schweren vielumfassenden Amtes seine Arbeitskraft zur Verfügung zu stellen.“
Im Franziskanerkloster in Lehel wurde am 30. Januar 1922 Sr. Gabriela Maria Pfeilschifter in der Katholischen Heimatmission München von den neun Mitgliedern der Schwesterngemeinschaft zur Oberschwester (1922–1925) gewählt. Am gleichen Tag erhielt die Gemeinschaft die bischöfliche Genehmigung durch Kardinal Michael von Faulhaber. Mit der Leitung der Schwesterngemeinschaft wurde der Franziskanerpater Heribert Holzapfel beauftragt. Er leitete sie als Direktor vom 24. April 2022 bis 26. Mai 1936.
In der Zeit des Nationalsozialismus standen auch die Schwestern der Heimatmission unter besonderer Beobachtung. Das Ausleihen von Büchern aus ihrer Bibliothek wurde verboten. Es gab Besuche und Verhöre seitens der politischen Polizei. Kardinal Faulhaber verfasste einen Hirtenbrief mit dem Titel „Mit brennender Sorge“. Papst Pius XI. erweiterte den Text. Die Enzyklika mit gleichem Namen wurde in allen Bistümern am Palmsonntag 1937 verlesen. Die Verteilung in die Pfarreien musste heimlich geschehen, um eine Beschlagnahme zu verhindern. Im Stadtbereich München übernahmen die Schwestern der Heimatmission diese Aufgabe bei „Nacht und Nebel“ mit Trambahn und Fahrrad. Die Schwesterntracht wurde durch zivile Kleidung ersetzt.
In den Jahren von 1970 bis 1980 hatten die meisten Münchner Pfarreien eine Heimatmissionsschwester. 1970 zählte die Gemeinschaft 94 Schwestern. Sie waren in 68 Pfarreien der Stadt München tätig, sowie in der Zentrale für Seelsorgehilfe, im katholischen Bestattungsdienst und im kirchlichen Meldedienst.
1969 war die letzte Aufnahme einer Schwester in die Gemeinschaft. 2011, mit dem Eintritt in den Ruhestand der Pfarrschwester der Truderinger Pfarrei St. Peter und Paul, endete die Unterstützung der Pfarreien durch die Katholische Heimatmission.

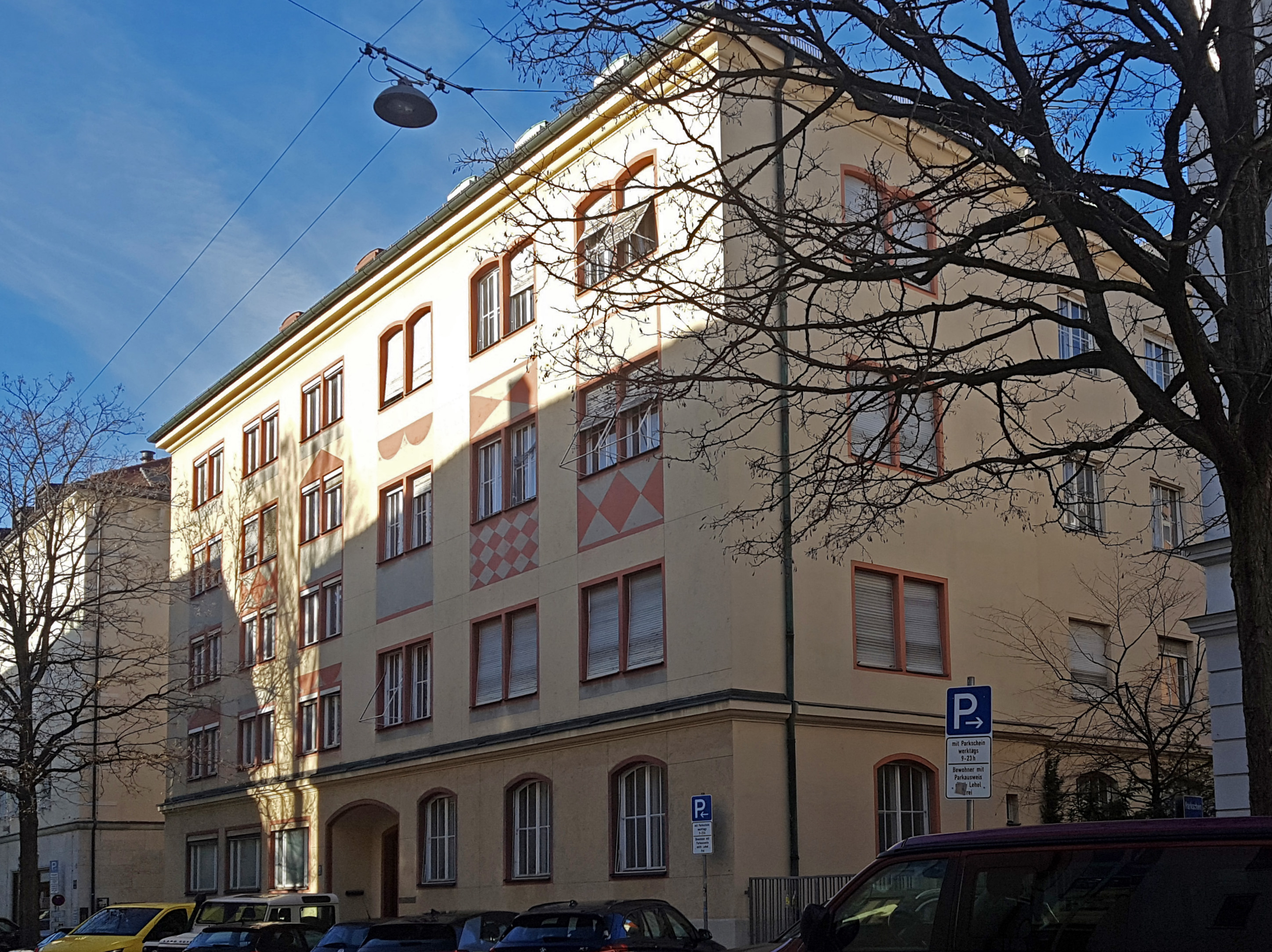
Mutterhaus der Katholischen Heimatmission München, Unsöldstraße 13 bis 2011

## Mutterhaus
Eine Wohnung im Erdgeschoss der Adelheidstraße 31 wurde am 1. Juni 1920 bezogen und der erste Sitz des Vereins. Im Juni 1925 wurde das Anwesen in der Galeriestraße 35 und 35a (seit 1970 Unsöldstraße 13) gekauft, um für die Schwestern als Mutterhaus eine gemeinsame Wohnung zu schaffen. Bis dahin wohnten sie verstreut an verschiedenen Stellen der Stadt. Am 2. Oktober 1943 wurde es bombardiert und völlig zerstört, eine der Gründungsschwestern kam dabei ums Leben. Vorübergehend mussten die Schwestern wieder an verschiedenen Orten wohnen. Es wurde versucht, das zerstörte Heim wieder bewohnbar zu machen. Am 18. März 1944 erfolgte die zweite Bombardierung, die 28 Schwestern waren wieder obdachlos. Beim Wiederaufbau übernahmen sie die nötigen Handwerkerleistungen wie Steine klopfen, Maurer- und Dachdeckerarbeiten. Schrittweise wurde das Anwesen wiederhergestellt, am 11. Januar 1950 wurde Richtfest gefeiert. 1952 konnte ein Teil des Anwesens, die Galeriestraße 35a, wieder bezogen werden. Nach der Wiederherstellung des zweiten Traktes Galeriestraße 35 im Jahr 1956 stand den Schwestern aber nicht mehr das gesamte Anwesen zur Verfügung. Das Erzbischöfliche Ordinariat richtete darin ein Katechetinnenseminar ein. Es bestanden gewisse Ähnlichkeiten zwischen den Berufen der Pfarrschwestern und Gemeindereferentinnen mit den Laienkatechetinnen. Die Schwestern mussten wieder z. T. außerhalb des Mutterhauses in angemieteten Wohnungen leben.
Am 30. Juni 2011 verließen die Schwestern ihr Mutterhaus und zogen in das Alten- und Pflegeheim St. Michael der Kongregation der Barmherzigen Schwestern vom hl. Vinzenz von Paul in der St. Michael-Straße 16.

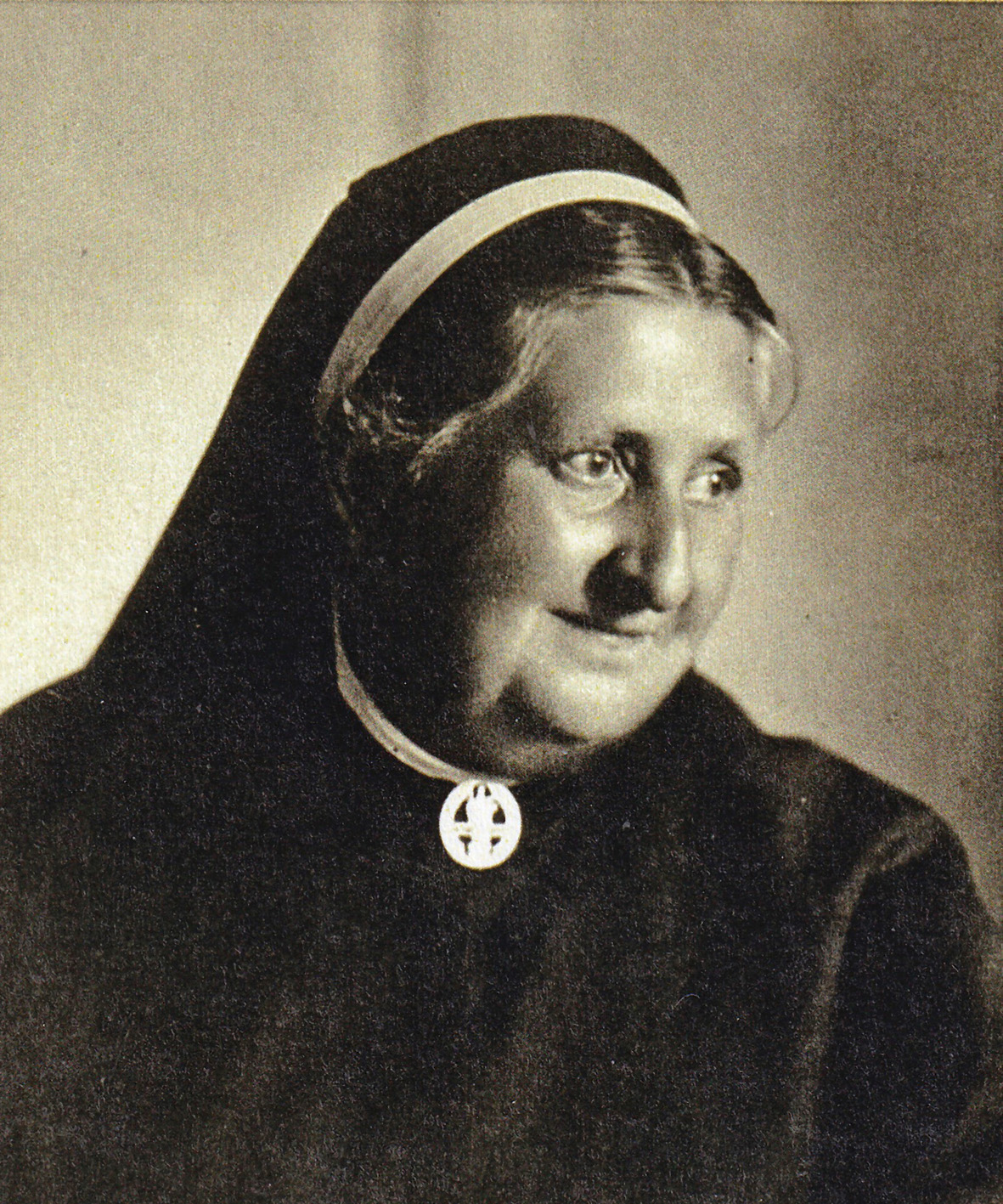
Gabriela Pfeilschifter, erste Oberin

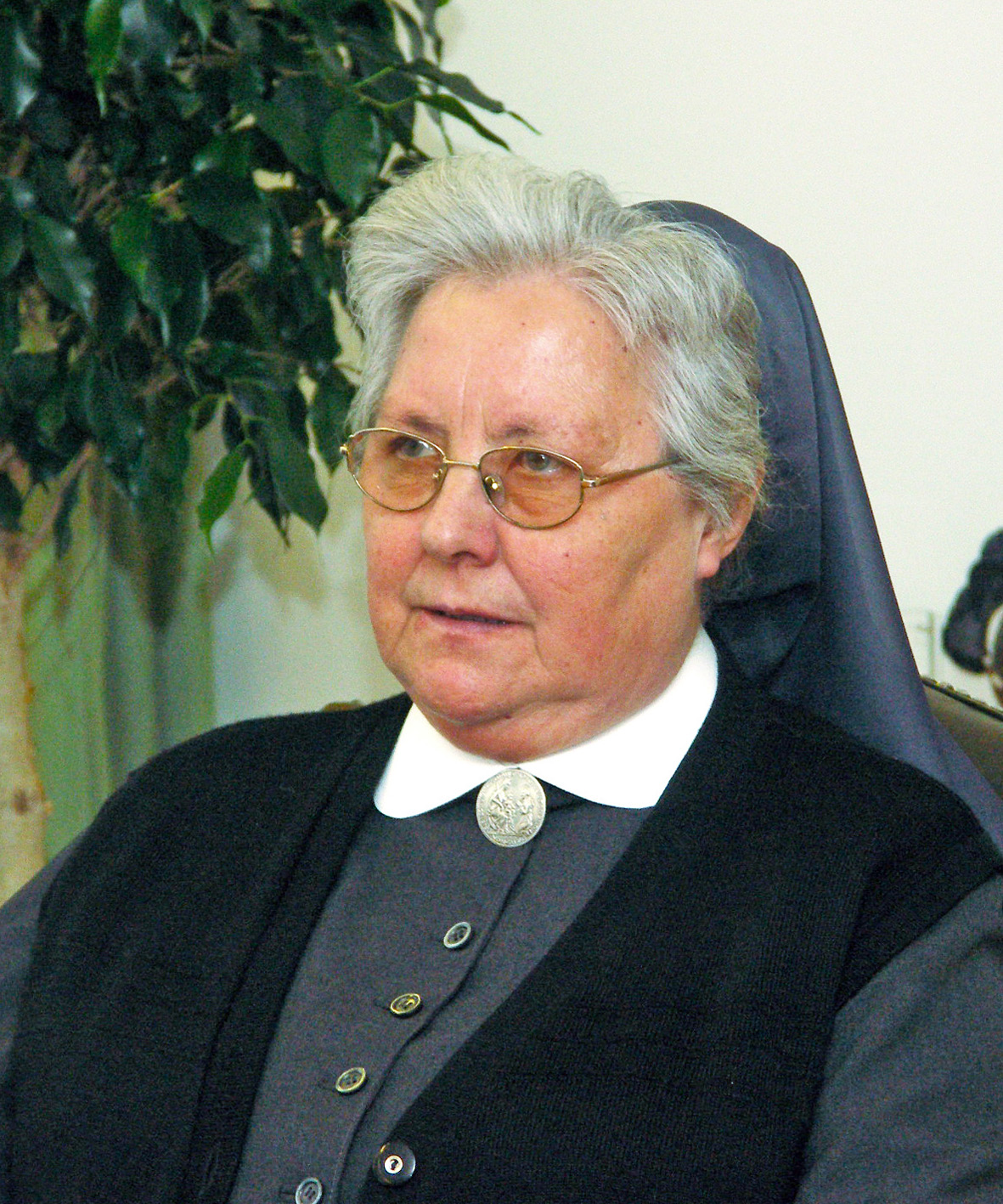
Veronika Schulz, letzte Oberin

## Gründungsschwestern – letzte Oberin
Anna Herzinger, * 8. Februar 1877 in Grünthal/Jettenbach, † 13. März 1950, war kaufmännische Angestellte. Frühzeitig widmete sie sich caritativen Aufgaben, lernte Pater Hermengild (OFMCap) kennen und wurde 1915 Fürsorgefräulein im Kloster St. Gabriel der Schwestern vom Guten Hirten in München. 1918 verließ sie das Kloster und begann beruflich mit Missionsarbeiten, unterstützt von den Kapuzinern. Sie legte Wert auf ein Leben inmitten der Bevölkerung, nicht hinter Klostermauern, wollte aber als Mitglied der Kirche erkannt werden und trug, mit Genehmigung des Erzbischöflichen Ordinariats, Schwesterntracht. 1922, nach Abschluss der Gründungsphase mit der Wahl der Oberin und der Beauftragung des Franziskanerpaters Heribert Holzapfel als Direktor kam es zu internen Meinungsverschiedenheiten, die zum Ausschluss von Anna Herzinger führten.
Gabriela Pfeilschifter, * 20. November 1877 in Regen / Bayerischer Wald, † 1958, war die erste Oberin in der Katholischen Heimatmission München vom 30. Januar 1922 bis 2. Januar 1925. 1925 nach Gründung „Schwestern der Katholischen Heimatmission zu Unserer Lieben Frau“ als Frauenorden mit Gelübde in Regensburg schied sie aus der Münchner Gemeinschaft aus.
Veronika Schulz, * 19. Februar 1938 in München, Aufnahme in die Gemeinschaft am 1. Februar 1957 und 2007 zur Oberin gewählt, ist die letzte Leiterin der Schwesterngemeinschaft.

## Statuten
Die Gemeinschaft ist geprägt von den Zielen des hl. Franz von Assisi. „Nicht für sich allein wollte er leben, sondern den andern fördernd und helfend dienen, vom Eifer für Gottes Ehre gedrängt“ (Text auf der Brosche). Sie legen ein Verspechen der einfachen Lebensführung und der Ehelosigkeit ab.

## Rechtsform
Die Gründerin Anna Herzinger ließ am 14. Juni 1920 die Schwesterngemeinschaft als Verein „Katholische Heimatmission e.V.“ im Münchner Vereinsregister im Justizpalast eintragen. Der vorgesehene Name „Verein katholische Innere Mission“ wurde vom Justizbeamten abgelehnt, weil er zu Verwechslungen mit der evangelischen Kirche führen könnte. Man einigte sich nach einem weiteren Vorschlag von Sr. Herzinger „Mission für die Heimat“ auf „Heimatmission“. 1922 erfolgte eine Modifizierung der Vereinssatzung in Richtung der Aufgaben der Großstadtseelsorge, der Name wurde in „Schwestern für Katholische Heimatmission“ geändert. Nach einer weiteren Modifizierung der Vereinssatzung und Neufassung wurde ab Dezember 1954 wieder der ursprüngliche Name verwendet. Eine juristische Neufassung erfolgte am 15. März 1978 durch die Überführung des Vereins in eine Körperschaft des öffentlichen Rechts. Diözesanrechtlich ist es ein öffentlicher kirchlicher Verein.

## Schwestern der Katholischen Heimatmission zu Unserer Lieben Frau Regensburg
Auf Initiative der Gründungsschwester der Heimatmission München Gabriela Pfeilschifter und mit Unterstützung des Generalvikars der Erzdiözese München Freising Michael Buchberger, dem späteren Bischof von Regensburg, wurde im Januar 1925 in Regensburg die „Katholische Heimatmission zu Unserer Lieben Frau“ in Regensburg gegründet. Sie hat den Status einer Kongregation nach bischöflichem Recht. Zivilrechtlich ist sie eine Körperschaft des öffentlichen Rechts.